# رایت کمپانی
رایت کمپانی (انگلیسی: Wright Company) شرکت فرآوران هوافضایی آمریکایی بود، که در زمینه طراحی و ساخت انواع هواگردها فعالیت می‌نمود. این شرکت در سال ۱۹۰۹ توسط برادران رایت تأسیس شد. دفتر مرکزی شرکت رایت در شهر نیویورک و کارخانه هواپیماسازی نیز در دیتون، اوهایو مستقر گردید.
در پی توافق برادران رایت با خلبان آمریکایی؛ گلن ال. مارتین در سال ۱۹۱۶ شرکت رایت کمپانی با شرکت گلن ال. مارتین کمپانی ادغام گردید و از دارایی‌های دو شرکت، کمپانی رایت-مارتین تأسیس شد.